# Aleksander Paweł Sapieha
Aleksander Paweł Sapieha herbu Lis (ur. 8 września 1672, zm. 4 stycznia 1734 w Wilnie) – marszałek wielki litewski od 1699, marszałek nadworny litewski od 1692, marszałek Trybunału Głównego Wielkiego Księstwa Litewskiego w 1709 roku.

## Życiorys
Był synem Kazimierza Jana Pawła i Krystyny z Hlebowiczów, bratem Jerzego Stanisława i Michała Franciszka.
W latach 1683–1684 uczył się w Kolegium Jezuitów w Braniewie, następnie kontynuował naukę na zachodzie Europy, głównie w Paryżu. Do kraju wrócił pod koniec 1689. W 1691 ożenił się z Marią Krystyną de Béthune, córką Franciszka Gastona de Béthune, siostrzenicą królowej Marii Kazimiery, wdową po Stanisławie Kazimierzu Radziwille. Z żoną doczekał się trzech synów.
W 1692 brał udział w mołdawskiej wyprawie Jana III. Tegoż roku otrzymał cześnikostwo litewskie i marszałkostwo nadworne litewskie. Cały czas uczestniczył w życiu dworu, będąc do końca z umierającym królem. 
Po zerwanym sejmie konwokacyjnym 1696 roku przystąpił 28 września 1696 roku do konfederacji generalnej. 5 lipca 1697 roku podpisał w Warszawie obwieszczenie do poparcia wolnej elekcji, które zwoływało szlachtę na zjazd w obronie naruszonych praw Rzeczypospolitej. W elekcji 1697 poparł kandydaturę księcia Conti, przygotowując dla niego wsparcie militarne i wstrzymując go od opuszczenia Gdańska. W 1698 uznał Augusta II. 27 sierpnia 1699 zostaje marszałkiem wielkim litewskim.
W 1700 wziął udział w bitwie pod Olkienikami, uchodząc wraz z ojcem i stryjem w początkowej fazie bitwy, widząc przewagę skonfederowanej szlachty. 
Od 1703 popierał Karola XII, a od 1705 – Stanisława Leszczyńskiego, organizując walkę zbrojną na Litwie aż do klęski pod Połtawą. W 1709 marszałkował Trybunałowi Litewskiemu.
Po powrocie Augusta II odebrano mu marszałkostwo, które przywrócono mu w 1713. W 1715 otrzymał Order Orła Białego. Działalność polityczna Aleksandra Pawła w głównej mierze polegała na ochronie resztek dóbr i wpływów utraconych przez ród Sapiehów po bitwie pod Olkiennikami. 
Zmarł 4 stycznia 1734 w Wilnie.